# Frank Pettingell
Frank Edmund George Pettingell (1 de janeiro de 1891 – 17 de fevereiro de 1966) foi um ator inglês da era do cinema mudo.

## Filmografia selecionada
- Jealousy (1931)
- Hobson's Choice (1931)
- Frail Women (1932)
- Corridors of Blood (1958)
- Up the Creek (1958)
- Term of Trial (1962)
- Trial and Error (1962)
- Becket (1964)